# Вирендель, Артур
Артур Вирендель (нидерл. Arthur Vierendeel; 10 апреля 1852, Лёвен — 8 ноября 1940, Уккел) — бельгийский инженер.
Родился в 1852 году в городе Лёвен, где в 1874 году окончил Лёвенский католический университет. Вирендель известен своими проектами мостов и названной в его честь мостовой конструкцией «балка Виренделя». Его книга «Курс по устойчивости конструкций» (Cours de stabilité des constructions), изданная в 1889 году, нашла широкое приложение в строительно-инженерной промышленности в последующие полвека.
Артур Вирендель умер в 1940 году в городе Уккел.